# 고토 시게유키

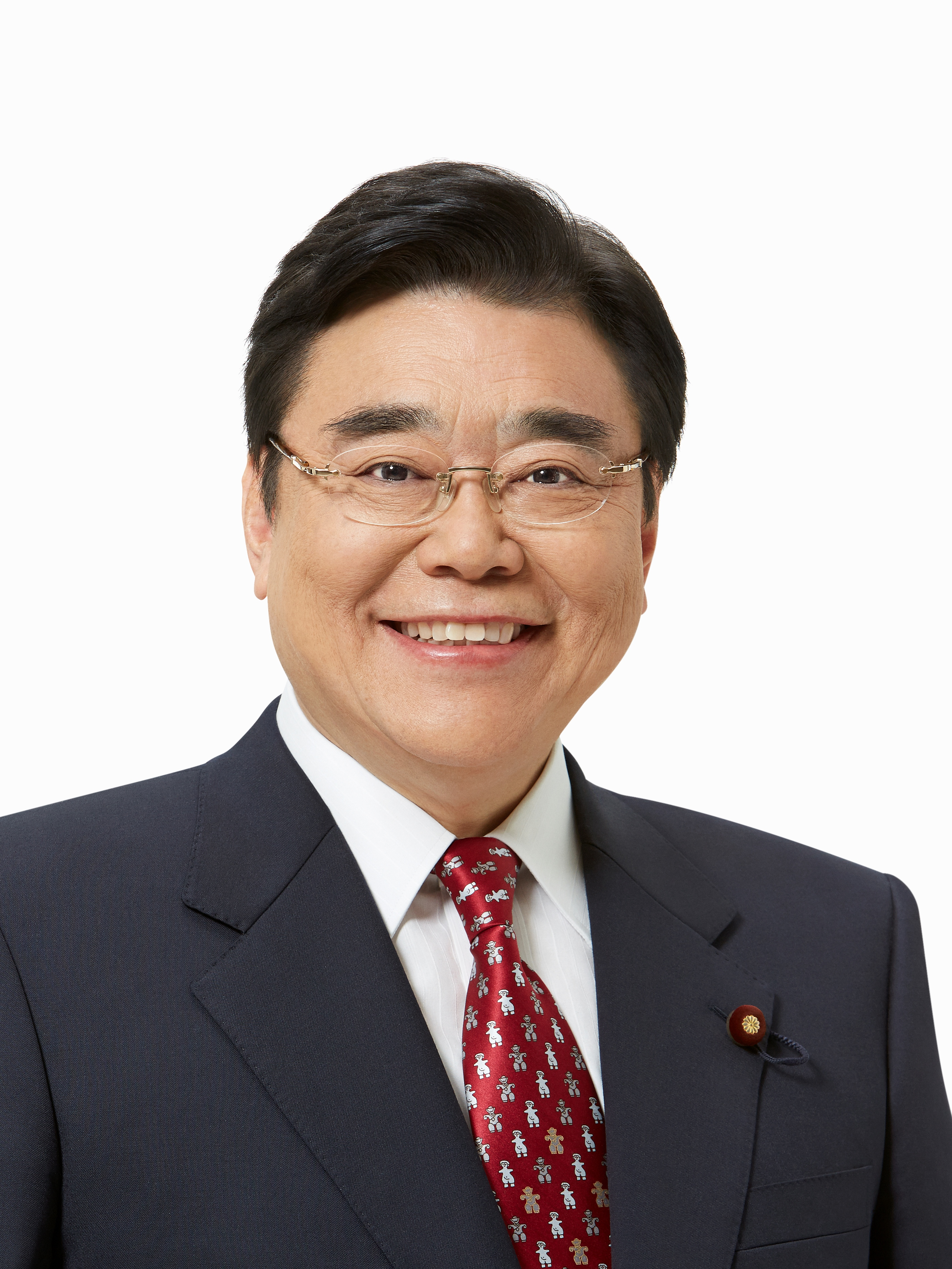
고토 시게유키

고토 시게유키(後藤茂之, 1955년 12월 9일 ~ )은 일본의 정치인이다. 자유민주당 소속의 중의원 (7선)으로 지역구는 나가노현 제4구이다. 기시다 내각에서 제24 ~ 제25대 후생노동대신을 맡았다.

## 역대 선거 결과
|  | 38.66% |

|  | 43.84% |

|  | 43.39% |

|  | 49.72% |

|  | 33.43% |

|  | 43.87% |

|  | 46.07% |

|  | 45.65% |

|  | 62.61% |